# Roe River
 (janvier 2009).
Si vous disposez d'ouvrages ou d'articles de référence ou si vous connaissez des sites web de qualité traitant du thème abordé ici, merci de compléter l'article en donnant les références utiles à sa vérifiabilité et en les liant à la section « Notes et références ».
La Roe River est un cours d'eau coulant depuis les Giant Springs jusqu'à la rivière Missouri à Great Falls dans le Montana. Il mesure seulement 61 mètres de long.

## Histoire
Les élèves de l'école primaire de Great Falls ont mené une campagne afin de le faire reconnaître comme la rivière la plus courte du monde par le Livre Guinness des records. Auparavant, c'était la rivière D dans l'Oregon qui détenait ce titre. Les habitants de la ville de Lincoln City où se trouve la rivière D envoyèrent une nouvelle mesure, de 36 mètres, au Livre Guinness des records afin de récupérer le titre. Finalement à partir de 2006, la catégorie du cours d'eau le plus court en fut retirée.